# 1. division 1983
La 1. Division 1983 è stata la 70ª edizione della massima serie del campionato danese di calcio conclusa con la vittoria del Lyngby, al suo primo titolo.
Capocannoniere del torneo fu Vilhelm Munk Nielsen dell'Odense con 20 reti.

## Classifica finale
|    | Classifica         | G  | V  | N  | P  | GF | GS | DR  | Pti |
| -- | ------------------ | -- | -- | -- | -- | -- | -- | --- | --- |
| 1  | Lyngby             | 30 | 17 | 6  | 7  | 63 | 33 | +30 | 40  |
| 2  | Odense             | 30 | 16 | 6  | 8  | 47 | 41 | +6  | 38  |
| 3  | AGF                | 30 | 16 | 4  | 10 | 55 | 39 | +16 | 36  |
| 4  | Brøndby            | 30 | 14 | 7  | 9  | 46 | 33 | +13 | 35  |
| 5  | BK Frem (*)        | 30 | 10 | 13 | 7  | 50 | 38 | +12 | 33  |
| 6  | Ikast FS           | 30 | 13 | 7  | 10 | 40 | 41 | -1  | 33  |
| 7  | Næstved            | 30 | 12 | 7  | 11 | 48 | 45 | +3  | 31  |
| 8  | Vejle              | 30 | 11 | 8  | 11 | 49 | 40 | +9  | 30  |
| 9  | Esbjerg fB         | 30 | 9  | 12 | 9  | 40 | 35 | +5  | 30  |
| 10 | Køge BK            | 30 | 9  | 10 | 11 | 37 | 43 | -6  | 28  |
| 11 | Hvidovre IF        | 30 | 10 | 8  | 12 | 27 | 43 | -16 | 28  |
| 12 | Brønshøj BK (*)    | 30 | 7  | 13 | 10 | 30 | 38 | -8  | 27  |
| 13 | Herning Fremad (*) | 30 | 8  | 10 | 12 | 23 | 40 | -17 | 26  |
| 14 | B 1903             | 30 | 6  | 13 | 11 | 27 | 40 | -13 | 25  |
| 15 | B 93               | 30 | 8  | 8  | 14 | 27 | 41 | -14 | 24  |
| 16 | Kolding IF         | 30 | 5  | 6  | 19 | 24 | 43 | -19 | 16  |

(*) Squadre neopromosse

## Verdetti
- Lyngby Campione di Danimarca 1983.
- Lyngby ammesso alla Coppa dei Campioni 1984-1985.
- Odense e AGF' ammesse alla Coppa UEFA 1984-1985.
- B 1903, B 93 e Kolding IF retrocesse.